# Няв
Няв — вокалізація котів. Вони можуть мати різноманітні тони, а іноді вони балакають, бурмочуть або шепочуть. Дорослі коти рідко нявкають, коли спілкуються з іншими котами, нявчать лише людям, ймовірно це продовженням нявкання кошенят після одомашнення; заклик до уваги.
Звучання цього котячого звуку може істотно змінюватися залежно від його значення. Нявкання може бути напористим, жалібним, доброзичливим, сміливим, привітним, закликаючим до увагиⓘ, вимогливимⓘ або нарікаючим. Кішка може нявчати беззвучно, просто відкриваючи рота. Деякі коти дуже «балакучі», інші рідко нявкають. Подібно до того, як люди можуть вичерпно словесно говорити, коли вони щасливі, так можуть і коти. За повідомленням The Purrington Post, балакучий кіт, найімовірніше щасливий.
Мяу — це високе нявкання, притаманне домашнім кошенятам. Воно, очевидно, використовується для привернення уваги матері кошеня, а також можуть використовувати його і дорослі коти. Приблизно у віці від трьох до чотирьох тижнів кошенята не нявкають, коли присутній хоча б один одноплідник, а у віці чотирьох-п'яти місяців кошенята взагалі припиняють нявкання.

## Звуконаслідування і правопис
За академічним тлумачним «Словником української мови» саме «няв» — звуконаслідування, що передає котяче нявкання. Питання звуконаслідування котячого нявкання відображено у зауваженні простору української дитячої книги «Барабука» до схвальної рецензії на книжку львівської письменниці Галини Рис «Подорож до Котанії».
|             | ...дуже сподобалася мова казки — плинна, барвиста, ніякої навмисної спрощеності для малих читачів, а читається легко. Проте спантеличило ім’я головного героя. Авторка утворила його з головного котячого слова аналогічно до людського іменотворення, проте використала лексику російської мови, що в даному контексті чується як суржик. За академічним тлумачним «Словником української мови» коти літературною мовою «кажуть» не «мяу», а «няв». Тож грамотніше було б назвати персонажа, наприклад, «Нявослав». БараБука не проти вживання суржику, якщо того вимагає характер персонажа, приміром, чи стилістика тексту. Та й коти українські в побуті спілкуються і «мняв», і «няв», і «мяв», і «м’яв», і «мяу»… Проте доброму оповідному стилю «Котанії», що написана власне літературною мовою, він не пасує. |
| — БараБука, | |

### Мовні відмінності
У наступній таблиці наведено ономатопеїчне слово для звуку «няв» або «нявкання» різними мовами. У деяких мовах (таких як китайська 喵, miāo та тайська แมว, mæw) вокалізація стала назвою самої тварини.
| Письмова форма            | Мова |
| ------------------------- | --- |
| muwaa' (مُواء)             | Арабська |
| meo                       | В'єтнамська |
| meong                     | Індонезійська |
| miyu (میو)                | Перська |
| meow                      | Американська англійська |
| mèu                       | Каталонська |
| miaou                     | Французька |
| miau                      | Білоруська, хорватська, фінська, німецька, ідо, інтерлінгва, латинська, литовська, польська, португальська, румунська, іспанська |
| miauw                     | Голландська |
| мяо (喵)                  | Китайська мандарин |
| міао                      | Італійська |
| мяо                       | Британська англійська |
| miyav                     | Турецька |
| miav                      | Данська |
| mjau                      | Норвезька та шведська |
| miyau (միյաւ)             | Вірменська |
| mao (ম্যাঁও (myām̥ō))         | Бенгальська |
| меогре                    | Киргизька |
| miaŭ                      | Есперанто |
| ngiyaw                    | Філіппінська |
| небі                      | Канадська англійська |
| miyāʾūṉ                   | Урду |
| mjá                       | Ісландська |
| mňau                      | Словацька, чеська |
| ngeung                    | Капампанган |
| miau (მიაუ )              | Грузинська |
| njäu                      | Естонська |
| ņau                       | Латиська |
| nyav                      | Українська |
| mi'au                     | Лойбан |
| niaou (νιάου)             | Грецька |
| нья (にゃー)              | Японська |
| яонг (야옹) або ньян (냥) | Корейська |
| myau (מיאו)               | Іврит |
| myau (מיאַו)               | Їдиш |
| mjau (мјау)               | Сербська |
| miáú (miau) або nyaú      | Угорська |
| myau (мяу)                | Російська, болгарська |
| ngiau                     | Малайська |
| міяв                      | Словенська |